# Charles Bixler Heiser
Charles Bixler Heiser ( 5 de octubre de 1920 – 11 de junio de 2010) fue un profesor, y botánico estadounidense. Sus padres se mudaron a Belleville, Illinois, donde asistió a la escuela media. En 1939, se matriculó en la Washington University en St. Louis, donde se especializó en botánica y en inglés. Se casó con Dorothy Gaebler el 19 de agosto de 1944, tuvieron tres hijos, Lynn Maria Monzo, Cynthia Roberts Hall y Charles Bixler III, y siete nietos.
Participó de actividades académicas del Departamento de Botánica , en la Universidad de California; donde el Dr. George Ledyard Stebbins fue el más influyente en él. Accedió al cargo máximo de profesor titular ordinario, y luego profesor emérito. Después de recibir su doctorado en California en 1947, llegó a la Universidad de Indiana como profesor Asistente de Botánica y curador del Herbario. A excepción de profesor visitante en la Universidad de Texas en 1979, toda su enseñanza fue en la Universidad de Indiana donde se convirtió en Profesor Distinguido en 1979 y emérito en 1986.
Su primera licencia sabática la usó en Costa Rica, en 1953, para estudiar los chiles y aprender de la flora. Su encuentro de dos estudiantes de Ecuador: Jorge Soria y Jaime Díaz, en el Instituto Interamericano de Ciencias Agrícolas en Turrialba, Costa Rica, fue particularmente importante, pues hubo de pasar sus siguientes dos años sabáticos en el Ecuador (1962, 1969), y fueron muy útiles.

## Algunas publicaciones
- edward eugene Schilling, charles bixler Heiser. 1981. Infrageneric classification of Helianthus (Compositae). Ed. International Bureau for Plant Taxonomy and Nomenclature. 11 pp.
- 1980. Peppers of the Americas: at the National Arboretum. 9 pp.
- 1961. Morphological and cytological variation in Helianthus petiolaris with notes on related species. Ed. Society for the Study of Evolution. 12 pp.
- 1951. The sunflower among the North American Indians. Ed. American Philosophical Soc. 17 pp.
- 1944. Monograph of psilostrophe. Ed. Washington Univ.

### Libros
- 2003. Weeds in my garden: observations on some misunderstood plants. Ed. Timber Press. 247 pp. ISBN 0881925624 En línea
- 1993. The Gourd Book. Ed. University of Oklahoma Press. 248 pp. ISBN 0806125721 En línea
- 1992. Of Plants and People. Ed. University of Oklahoma Press. 237 pp. ISBN 0806124105 En línea
- 1990. Seed to civilization: the story of food. Ed. Harvard University Press. 228 pp. ISBN 0674796810
- 1987. The fascinating world of the nightshades: tobacco, mandrake, potato, tomato, pepper, eggplant, etc. Ed. Dover Publ. 200 pp. ISBN 0486253805
- 1981. The Sunflower. Ed. University of Oklahoma Press. 198 pp. ISBN 0806117435
- 1969. Nightshades: the paradoxical plants. Series of books in biology. Ed. W. H. Freeman. 200 pp. ISBN 0716706725
- 1969. The North American sunflowers (Helianthus), Volumen 22, Nº 3 Memoirs of the Torrey Botanical Club. Ed. Club by the Seeman Printery. 218 pp.
- charles bixler Heiser, carl Sharsmith, kenton lee Chambers, roxana Stinchfield Ferris, john hunter Thomas, ira loren Wiggins, lawrence Beane. 1955. Notes on western North American sunflowers. Volumen 4, Parte 8 de Contributions from the Dudley Herbarium. 360 pp.
- 1949. Study in the evolution of the sunflower species Helianthus annuus and H. bolanderi, Volumen 23, Nº 4 University of California publications in botany. 52 pp.
- 1947. Variability and hybridization in the sunflower species Helianthus annuus and H. Bolanderi in California. Ed. University of California. 254 pp.

## Honores
- 1997, placa del INIAP "Instituto Nacional del Ecuador para la Investigación en Agricultura" , por servicios a su investigación
- American Society of Plant Taxonomists. Presidente, 1967
- Galardón Asa Gray, 1988
- Galardón Raven Outreach , 2002 (por sus libros)
- Botanical Society of America. Medalla al Mérito, 1972. Presidente, 1980. Medalla del Centenario, 2007
- Society for the Study of Evolution. Presidente, 1974
- Society for Economic Botany. Presidente, 1978. Botánico Economista Distinguido, 1984. También se desempeñó en el comité que fundó la Sociedad
- Medalla Gleason, New York Botanical Garden, 1969
- Becario Guggenheim, 1953
- Premio Pustovoit de la Asociación Internacional de Girasol, 1985
- Miembro electo de la National Academy of Sciences, 1987
- Medalla Distinguido Miembro, Indiana Academy of Science, 1997

- La abreviatura «Heiser» se emplea para indicar a Charles Bixler Heiser como autoridad en la descripción y clasificación científica de los vegetales.[3]